# قاعدة جلوجر

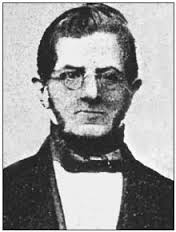

قاعدة جلوجر هي قاعدة حيوانية تنص على أنه ضمن أنواع الكائنات ثابتة الحرارة، عادة ما يُعثر على النماذج المصطبغة بشكل أكبر في البيئات الأكثر رطوبة، على سبيل المثال بالقرب من خط الاستواء. وسُميت باسم عالم الحيوان كونستانتين ويلهيلم لامبرت جلوجر، وهو أول من لاحظ هذه الظاهرة في عام 1833 في استعراض تغاير المناخ ولون ريش الطيور. ويلاحظ (إروين ستريسمان أنه سبق وأن أشار إليها |بالاس في Zoographia Rosso-Asiatica (1811)) وجلوجر اكتشف أن الطيور في البيئات الأكثر رطوبة تصبح عادة داكنة أكثر من مثيلاتها في المناطق القاحلة. وأكثر من 90% من الاثنين وخمسين نوعًا من طيور أمريكا الشمالية التي خضعت لأبحاث تطابق هذه القاعدة.
وهناك تفسير واحد لقاعدة جلوجر في حالة الطيور يبدو أنه المقاومة المتزايدة للريش الداكن للبكتيريا المحللة للريش أو الشعر مثل بكتيريا ليشنيفورمس العصوية. الريش في البيئات الرطبة يكون محملاً أكثر بالبكتيريا، والبيئات الرطبة تكون ملائمة أكثر لنمو الميكروبات؛ وتحلل الريش أو الشعر الداكن يكون أكثر صعوبة. يتم ترسيب الإيوميلانين – بني داكن إلى أسود – في المناطق الساخنة والرطبة، بينما في المناطق الجافة، يسود الفيوميلانين – بلون أحمر إلى اللون الرملي – بسبب فائدة الكريبسيس.
بين الثدييات، هناك ميل ملحوظ في المناطق المدارية والاستوائية إلى أن يكون لون البشرة أغمق من مثيلاتها القطبية. وفي هذه الحالة، ربما يرجع السبب الدفين إلى الحاجة إلى حماية أفضل من أشعة الشمس الزائدة الأشعة فوق البنفسجية عند خطوط العرض الأدنى. ومع ذلك فإن امتصاص كمية معينة من الأشعة فوق البنفسجية يُعدّ ضرورة لإنتاج بعض الفيتامينات، وبالأخص فيتامين دي (انظر أيضًا تلين العظام).
يظهر هذا المبدأ أيضًا بوضوح بين سكان البشر. فالسكان الذين ينشأون في بيئات مشمسة أقرب إلى خط الاستواء عادة ما تكون بشرتهم داكنة أكثر من السكان الذين ينشأون في مناطق أبعد من خط الاستواء. ولكن هناك استثناءات، ومن أكثرها شيوعًا التبتيون والإنويت، الذين لديهم بشرة أغمق مما هو متوقع من موقعهم الأصيل على خطوط العرض. وفي الحالة الأولى، يعد هذا على ما يبدو تكيفًا مع الأشعة فوق البنفسجية العالية جدًا في هضبة التبت، بينما في الحالة الثانية، تخف ضرورة امتصاص الأشعة فوق البنفسجية بفعل النظام الغذائي للإنويت الغني طبيعيًا بفيتامين دي.